# Catacumba de São Valentim
Catacumba de São Valentim (em italiano:  Catacombe di San Valentino) é uma catacumba romana localizada originalmente na segunda milha da Via Flaminia (moderna Viale Maresciallo Pilsudski), no quartiere Pinciano de Roma.

## História
O arqueólogo italiano Antonio Bosio foi o primeiro a entrar nesta catacumba a partir do primeiro nível (que não existe mais). O primeiro a realizar uma escavação no local foi Orazio Marucchi (1852–1931): em 1878, enquanto buscava por um cemitério, ele acabou encontrando um porão no sopé dos montes Parioli e percebeu tratar-se de uma antiga tumba coberta por pinturas já muito arruinada depois de ter sido transformada num depósito para uso rural. O próprio Marucchi também descobriu os restos de uma antiga basílica, dedicada a São Valentim. Novas investigações foram realizadas em 1949 por Bruno Maria Apollonj Ghetti.
Estas últimas permitiram que os arqueólogos afirmassem que o santo mártir Valentim não foi enterrado na catacumba, mas diretamente numa cova fora dela; neste local, o papa Júlio I (r. 336-352) construiu uma basílica, que foi modificada e ampliada pelos papas Honório I (625-638) e Teodoro I (642-649) e restaurada várias vezes nos séculos seguintes, a última delas durante o pontificado do papa Nicolau II em meados do século XI. É deste século o testemunho da existência de um claustro perto da basílica; esta ainda existia no século XIII e alguns restos ainda eram visíveis na época de Bosio (1594).
Também se confirmou que, durante o século VI, entre a basílica e a catacumba, foi construída uma necrópole ao ar livre, com mausoléus, túmulos e sarcófagos. Atualmente quase nada resta desta catacumba, especialmente por causa de uma inundação e de um deslizamento de terra em 1986 e que tornou a maior parte das galerias inacessível. Os únicos artefatos relevantes são a basílica exterior e o deambulatório descoberto por Marucchi em 1878 e posicionado na entrada da catacumba.

## Mártir
Uma controvérsia surgiu entre acadêmicos e arqueólogos no século XX sobre a figura de São Valentim porque a data de 14 de fevereiro é consagrada a dois santos mártires de mesmo nome, o sacerdote Valentim, de Roma, e o bispo Valentim de Terni. A primeira solução para a questão é a clássica, defendida pela maioria dos hagiólogos até a década de 1960: os santos são duas pessoas distintas. Valentim de Roma era um presbítero que foi martirizado em 14 de fevereiro durante o reinado do imperador Galieno (r. 253–268) e foi enterrado por uma cristã chamada Sabinilla num terreno de sua propriedade no sopé dos montes Parioli. Esta tese é suportada pelo "Cronógrafo de 354", escrito por Fúrio Dionísio Filocalo, que é o primeiro a mencioná-lo. Segundo ele, o papa Júlio I construiu a basílica "quae appellatur Valentini" ("dita de Valentim"). Além disto, a presença de uma pessoa chamada Valentim em Roma é também atestada pela descoberta, nas ruínas desta basílica, de alguns fragmentos de uma inscrição dedicada pelo papa Dâmaso I para celebrar o mártir.
Na década de 1960, o estudioso franciscano Agostino Amore, partindo das indicações do "Cronógrafo", supôs que um mártir chamado Valentim de Roma jamais teria existido. Segundo suas investigações, Valentim é o mesmo homem que financiou a construção da basílica durante o pontificado do papa Júlio I em meados do século IV e que, por causa desta doação, passou a ser chamado de santo no século VI: para confirmar sua tese, Amore cita documentos do sínodo de 595, no qual cada igreja titular de Roma é precedida pela palavra sanctus ao passo que num documento similar do sínodo de 499 isso não acontece. Finalmente, parece plausível que tenha acontecido o mesmo que ocorreu com outros tituli antigos, como Santa Cecília, Santa Praxedes ou Santa Pudenciana.
Mais recentemente, o estudioso Vincenzo Fiocchi Nicolai propôs uma nova interpretação, segundo a qual o padre Valentim de Roma e o bispo Valentim de Terni seriam a mesma pessoa. Ele sugere que um padre de Terni chamado Valentim teria se mudado para Roma e ali foi martirizado e enterrado: posteriormente, sua veneração se espalhou para sua cidade-natal, onde se avolumou "sob pretensões mais prestigiosas": teria havido uma desassociação da figura do mártir, que foi transformado numa figura "mais importante" pelos seus conterrâneos através da atribuição do título de "bispo" (em latim: episcopus).

## Descrição
A antiga basílica tinha três naves. Duas absides, de duas diferentes fases do edifício, foram descobertas além de restos de uma cripta subterrânea — provavelmente resultado das obras levadas a cabo pelo papa Leão III (século VIII-IX) — coberta de mármores, dos quais alguns fragmentos ainda estão in situ.
O único recinto importante da catacumba — e também o único que pode ser visitado — é um deambulatório descoberto por Marucchi no século XIX e convertido num porão, o mesmo visitado por Antonio Bosio em 1594 e que, na época, ainda estava intacto. Por conta disto, graças aos desenhos que ele encomendou, é possível decifrar os restos dos afrescos sobreviventes. Dadas as suas características estilísticas, eles podem ser datados no século VII e no início do século VIII. Especialmente notável é uma série de afrescos sobre episódios da Vida de Maria inspirados por apócrifos do Novo Testamento e o afresco de um crucifixo, um motivo incomum numa catacumba.